# David Haigh
David Haigh, född 17 juli 1977, är en brittisk affärsman mest känd som före detta verkställande direktör i fotbollsklubben Leeds United. 
Haigh tillträdde som verkställande direktör i Leeds United den 1 juli 2013 samtidigt som Salah Nooruddin tillträdde som Leeds nye ordförande efter Ken Bates.
Han var dessutom  CEO i GFH Capital, en investmentbank baserad i Dubai och som äger 25% av Leeds United.
I och med försäljningen av Leeds till en ny majoritetsägare, Eleanora Sport, lämnade Haigh sin post som verkställande direktör i klubben i april 2014.